# Ectoedemia hendrikseni
Ectoedemia hendrikseni is een vlinder uit de familie dwergmineermotten (Nepticulidae). De wetenschappelijke naam is voor het eerst geldig gepubliceerd in 2010 door A.Lastuvka, Z. Lastuvka & van Nieukerken.
De soort komt voor in Europa.